# Prados Redondos
Prados Redondos es un municipio y localidad española de la provincia de Guadalajara, en la comunidad autónoma de Castilla-La Mancha. El término municipal tiene una población de 46 habitantes (INE 2024).

## Geografía
El término municipal incluye las entidades singulares de población de Aldehuela, Chera, Pradilla y Prados Redondos.

## Historia
Hacia mediados del siglo XIX, el lugar tenía contabilizada una población de 318 habitantes. La localidad aparece descrita en el decimotercer volumen del Diccionario geográfico-estadístico-histórico de España y sus posesiones de Ultramar de Pascual Madoz de la siguiente manera:

PRADOS-REDONDOS: l. con su ayunt. en la prov. de Guadalajara (23 leg.), part. jud. de Molina (2), aud. terr. de Madrid (33), c. g. de Castilla la Nueva, dióc. de Sigüenza (14). sit. en llano, con libre ventilacion y clima frio y propenso á pulmonias y fiebres gástricas; tiene 40 casas; la consistorial con cárcel; escueía de instruccion primaria; una igl. parr. (La Asuncion de Ntra. Sra.), servida por un cura y un sacristan: térm.: confina con ios de Anchuela, Chera, Otilla, Torremochuela y Pradilla; dentro de él se encuentra una fuente y dos ermitas (La Soledad y San José). El terreno en su mayor parte es arenisco y de mala calidad; hay dos vegas fertilizadas por el r. Gallo. caminos: los locales de herradura y en mal estado: correo: se recibe y despacha en la cab. del part. prod. trigo puro y comun, centeno, cebada, avena, legumbres, patatas y cáñamo; se cria ganado lanar y las caballerias necesarias para la agricultura, caza menor y pesca de truchas: ind.: la agrícola y un molino harinero. pobl.: 71 vec., 318 alm. cap. prod.: 1.800.000 rs. imp.: 90,200. contr.: 3,406.
(Madoz, 1849, pp. 206-207)

## Demografía
Prados Redondos cuenta con una población de 46 habitantes (INE 2024).
| Gráfica de evolución demográfica de Prados Redondos entre 1842 y 2021 |
| |
| Población de derecho según los censos de población del INE Población de hecho según los censos de población del INEEntre el censo de 1857 y el anterior, crece el término del municipio porque incorpora a Chera y Pradilla |

| 100           | 92 | 86 | 124 | 78 | 74 |
| (Fuente: INE) |    |    |     |    |    |